# Goumda-Tambari-Talsperre
Die Goumda-Tambari-Talsperre ist eine Talsperre in der Region Zinder in Niger.

## Baubeschreibung
Ihr Name in der Amtssprache Französisch lautet barrage de Goumda Tambari. Eine alternative Schreibweise zu Goumda Tambari ist Gounda Tambari.
Die Goumda-Tambari-Talsperre liegt südwestlich des Dorfs Goumda Tambari im Gebiet der Landgemeinde Garagoumsa, die zum Departement Takeita in der Region Zinder gehört. Sie staut ein Nebentrockental der Korama. Der Stausee hat ein Volumen von 1,5 Millionen m³.
Die Anlage dient landwirtschaftlichen Zwecken. Rund um die Talsperre wurden viehwirtschaftliche Nutzflächen gekennzeichnet. Im Stausee wurden Nil-Tilapia und Nilbarsche sowie Raub- und Stachelwelse (Bagrus bajad) ausgesetzt, um für die lokale Bevölkerung zusätzliche Einnahmequellen aus der Fischerei zu erschließen.

## Geschichte
Die Goumda-Tambari-Talsperre wurde 2008 erbaut. Die Errichtung erfolgte im Rahmen eines von der Afrikanischen Entwicklungsbank finanzierten Hilfsprojekts für die landwirtschaftliche Entwicklung in der Region Zinder. Das Hilfsprojekt dauerte von Januar 2003 bis Juni 2009 und kostete insgesamt 6,4 Milliarden CFA-Franc. Im Zuge des Projekts wurden weitere Talsperren realisiert: die Bakatsiraba-Talsperre, die Bani-Walki-Talsperre, die Bargouma-Talsperre, die Kassama-Talsperre und die Toumbala-Talsperre.